# Garešnica
Garešnica is een stad en gemeente in de Kroatische provincie Bjelovar-Bilogora.
Garešnica telt 11.630 inwoners.

## Plaatsen in de gemeente
Ciglenica, Dišnik, Duhovi, Garešnica, Garešnički Brestovac, Gornji Uljanik, Hrastovac, Kajgana, Kaniška Iva, Kapelica, Mala Bršljanica, Mali Pašijan, Malo Vukovje, Rogoža, Tomašica, Trnovitički Popovac, Uljanički Brijeg, Uljanik, Velika Bršljanica, Veliki Pašijan, Veliki Prokop, Veliko Vukovje en Zdenčac.
Steden (gradovi): Bjelovar · Čazma · Daruvar · Garešnica · Grubišno Polje

Gemeenten (općine): Berek · Dežanovac · Đulovac · Hercegovac · Ivanska · Kapela · Končanica · Nova Rača · Rovišće · Severin · Sirač · Šandrovac · Štefanje · Velika Pisanica · Velika Trnovitica · Veliki Grđevac · Veliko Trojstvo · Zrinski Topolovac